# Model spiralny

Model spiralny (tworzenie spiralne) – jeden z modeli wytwarzania oprogramowania.
Proces tworzenia ma postać spirali, której każda pętla reprezentuje jedną fazę procesu. Najbardziej wewnętrzna pętla przedstawia początkowe etapy projektowania, np. studium wykonalności, kolejna definicji wymagań systemowych itd.

## Historia
Model spiralny został po raz pierwszy opisany w roku 1986 przez Barry’ego Boehma w artykule pod tytułem A spiral model of software development and enhancement. W roku 1988 Boehm opublikował podobny artykuł, tym razem dla szerszej publiczności.
Wczesne artykuły Boehma odnoszą się do modelu spiralnego, kaskadowego, przyrostowego, prototypowego i innych jako „modelu procesowego”. Już w nich widoczne są jednak cechy, które później stały się charakterystyczne dla modelu spiralnego.
W późniejszych publikacjach Boehm określa model spiralny mianem „generatora modeli procesowych”, w którym wybory podjęte w oparciu o ryzyko projektowe generują odpowiedni model procesowy dla projektu. Modele kaskadowy, przyrostowy i prototypowy i inne są zatem specjalnymi przypadkami modelu spiralnego, dostosowanymi do wzorców ryzyka określonych projektów.
Boehm zidentyfikował także szereg nieporozumień, biorących się z uproszczeń w oryginalnym diagramie modelu spiralnego. Za najbardziej niebezpieczne uważał:
- uznawanie modelu spiralnego za sekwencję iteracji modelu kaskadowego,
- przekonanie, że wszystkie aktywności projektowe podążają jedną sekwencją spirali,
- przekonanie, że wszystkie aktywności przedstawione na diagramie muszą zostać wykonane i musi się to stać w zaprezentowanej kolejności.

## Model
Każda pętla spirali podzielona jest na cztery sektory:
- Ustalanie celów – definiowanie konkretnych celów wymaganych w tej fazie przedsięwzięcia. Identyfikacja ograniczeń i zagrożeń. Ustalanie planów realizacji.
- Rozpoznanie i redukcja zagrożeń – przeprowadzenie szczegółowej analizy rozpoznanych zagrożeń, ich źródeł i sposobów zapobiegania. Podejmuje się odpowiednie kroki zapobiegawcze.
- Tworzenie i zatwierdzanie – tworzenie oprogramowania w oparciu o najbardziej odpowiedni model, wybrany na podstawie oceny zagrożeń.
- Ocena i planowanie – recenzja postępu prac i planowanie kolejnej fazy przedsięwzięcia bądź zakończenie procesu produkcyjnego.

## Cechy
Widoczną cechą modelu spiralnego jest szczegółowe potraktowanie zagrożeń realizacji procesu produkcyjnego. Dobrze rozpoznane zagrożenia i przedsięwzięte kroki im zapobiegania lub redukcji skutkują m.in. wysoką niezawodnością (dependability) powstającego oprogramowania, bądź pewnością, że proces ma szanse dalszej realizacji.
W modelu spiralnym nie ma takich faz jak specyfikowanie albo projektowanie. Jeden cykl spirali może przebiegać w oparciu o model kaskadowy procesu tworzenia oprogramowania, w innym można użyć prototypowania lub przekształceń formalnych, w zależności od aktualnego etapu przedsięwzięcia programistycznego / realizowanej części systemu (np. inny dla tworzenia interfejsu użytkownika, inny dla krytycznych funkcji bezpieczeństwa)
Każdy cykl wymaga formalnej decyzji o kontynuacji projektu.

## Zalety
- Można wykorzystać gotowe komponenty
- Faza oceny w każdym cyklu pozwala uniknąć błędów lub wcześniej je wykryć
- Cały czas istnieje możliwość rozwijania oprogramowania
- Częste kontrole jakości w kolejnych cyklach spirali
- Nastawienie na wykrywanie błędów i działania kontrolne, a nie na zapobieganie
- Orientacja na zarządzanie, czas i budżet.

## Wady
- Model nie do końca dopracowany. Każdy program jest inny i powstaje w innych warunkach. Trudno określić, jakie warunki brać pod uwagę.
- Tworzenie w oparciu o model spiralny wymaga doświadczenia w zarządzaniu tego typu procesami oraz często wiedzy ekonomicznej w zarządzaniu
- Wysoki koszt usuwania błędów wykrytych w finalnych etapach procesu tworzenia oprogramowania

## Zastosowanie
Model spiralny z racji ogólnego charakteru stosuje się przy dużych przedsięwzięciach programistycznych.